# NK Cres
NK Cres nogometni je klub iz grada Cresa na otoku Cresu.
U sezoni 2020./21. se natječe u 3. HNL – Zapad.
Ima četiri uzrasne kategorije u natjecanjima: morčići, pioniri, juniori i seniori.